# Matěj Homola
Matěj Homola (* 12. června 1973 Praha) je český zpěvák a kytarista. Se svým bratrem Janem Homolou hraje v české hudební skupině Wohnout.
Je synem známého fotografa Olega Homoly. Jeho expřítelkyní byla Dara Rolins, která dne 25. března 2008 porodila v pražské krčské nemocnici dceru Lauru Homolovou.